# 2-es trolibusz (Dębica)
A dębicai 2-es jelzésű trolibusz a Straszęcin Borowiec és a Dębica között közlekedett. A viszonylatot az Igloopol üzemeltette. 1988. november 12-én indultak meg a trolibuszok a vonalon. A trolibuszjárat 1990. októberében megszüntetésre került.

## Útvonala
| Útvonala |
| --- |
| Straszęcin Borowiec – 35-lecia PRL – Piłsudskiego – Szkolna – Słoneczna – Fabryczna – 1-go Maja – Straszęcin Borowiec |

## Megállóhelyek
| 1 (Straszęcin Borowiec – Dębica) |            |
| Megállóhely                      | Település  |
| Straszęcin Borowiec              | Straszęcin |
| ZRP Straszęcin                   | Straszęcin |
| Straszęcin osiedle II            | Straszęcin |
| Straszęcin osiedle I             | Straszęcin |
| Straszęcin warsztat              | Straszęcin |
| Zakłady metalowe Igloopol        | Dębica     |
| XXXV-lecia PRL                   | Dębica     |
| Brzegowa                         | Dębica     |
| Stadion                          | Dębica     |
| Przedszkole                      | Dębica     |
| Zakłady Mięsne                   | Dębica     |
| Igloobud                         | Dębica     |
| Cegielnia                        | Dębica     |
| Straszęcin warsztat              | Straszęcin |
| Straszęcin osiedle I             | Straszęcin |
| Straszęcin osiedle II            | Straszęcin |
| ZRP Straszęcin                   | Straszęcin |
| Straszęcin Borowiec              | Straszęcin |

## Járművek
| Kép | Típus        | Gyártó | Közlekedett |
| --- | ------------ | ------ | ----------- |
|     | Jelcz PR110E | Jelcz  | 1988 – 1990 |